# Wilhelm II. von Lebus
Wilhelm (lateinisch Willelmus; † 1282 oder 1283) war Bischof von Lebus von 1276 bis 1282.

## Leben
Die neuere Forschung geht davon aus, dass er nicht identisch ist mit seinem Vorgänger Wilhelm I., obwohl es in den Urkunden keinerlei Hinweise auf zwei Personen dieses Namens gibt.
1276 schloss Bischof Wilhelm von Lebus eine Vereinbarung mit Erzbischof Konrad von Magdeburg, in der er versprach, den Sitz des Bistums Lebus an einen Ort im magdeburgischen Teil des Landes Lebus zu verlegen, den der Erzbischof bestimmen würde. Gleichermaßen akzeptierte er das Patronatsrecht (Besetzungsvorschlag) des Erzbischofs für die Stelle des Dompropstes von Lebus, indem er jeden vom Erzbischof vorgeschlagenen Kandidaten akzeptieren würde. Für das Jahr 1278 ist eine ähnliche Urkunde betreffs der Stadt Seelow erhalten, die nicht ohne Zustimmung des Erzbischofs veräußert werden sollte.
Im Jahre 1280 traf er sich mit dem Breslauer Domkapitel auf seinem Stiftsgut in Borek (Großburg), 1281 war er bei dem Herzog von Breslau und 1282 erhielt er für die Besitzungen des Bistums Lebus in Kleinpolen Rechte durch den dortigen Herzog zuerkannt.
Im August 1282 wurde Wilhelm zuletzt in einer Urkunde genannt. Sein Nachfolger Wolmir erschien erstmals Ende 1283 als Bischof.